# Alekszej Jermolajevics Evert
Alekszej Jermolajevics Evert (oroszul: Алексей Ермолаевич Эверт; Vereja, Orosz Birodalom, 1857. március 4. – Szovjetunió, 1926. május 10.) orosz cári tábornok az első világháborúban, leginkább a Bruszilov-offenzívában játszott szerepéről ismert.

## Életrajz
1876-ban lépett be a hadseregbe, miután végzett a Sándor Katonai Iskolában. 1882-ben végzett a Vezérkari Akadémián, majd a 3. gyaloghadosztály (1882–1886), a Varsói Katonai Körzet (1888–1893), valamint a 11., 4. és 5. hadtest törzsében szolgált. Az orosz–japán háború alatt az 1. mandzsúriai hadsereg törzsfőnöke volt. 1908-tól a 13. hadtest parancsnoka volt, 1912-től pedig az Irkutszki Katonai Körzeté.
Az első világháború kitörésekor, 1914 szeptemberében a Galíciában tevékenykedő 4. orosz hadsereg parancsnokává nevezték ki Anton Salza helyére. 1915 augusztusában előléptették a Nyugati Front parancsnokává.
1916 márciusában ő vezette a sikertelen offenzívát a Narocs-tónál (ma Naracs-tó), amelynek az lett volna a célja, hogy enyhítse a Verdunnél a nyugati szövetségesekre nehezedő nyomást. A támadás során az oroszok több mint százezer főt veszítettek, 12 000 katona a mocsárvidéken fagyott meg elevenen. A kudarc megtépázta parancsnoki hírnevét, így nem akart újabb offenzívában részt venni.
Április 14-én II. Miklós értekezletet tartott hadseregcsoport-parancsnokaival, amelyen megállapodtak, hogy nyáron nagy támadást indítanak északon, Mologyecsno mellett. A fő csapást a terv szerint Evert hadseregcsoportja méri, Kuropatkin Északnyugati Frontja pedig befelé fordul, és támogatja Evertet. A két parancsnok azonban csak kelletlenül egyezett bele a tervbe, annak ellenére, hogy Alekszej Bruszilov (Délnyugati Front) önként vállalta, hogy korábban a nyáron elterelő hadműveletet indít távolabb délen.
Május végén Bruszilov offenzíváját június 4-re, Evertét június 14-re tűzték ki. A Bruszilov-offenzíva sikeres megindulása után azonban a rossz időjárásra és a felkészületlenségre hivatkozva legalább négy napi halasztást kért, majd engedélyt kapott, hogy máshol, Baranavicsi mellett készítse elő az offenzívát, ami további késéshez vezetett. Amikor végül megindult a támadás, a németek gyorsan megállították. Bruszilov korai sikerei után attól tartott, hogy ha nem sikerül hasonló eredményeket elérnie, az újabb kudarc a leváltásához vezetne, ezért mondvacsinált indokokkal húzta az időt, hogy ne kelljen támadást indítania, és nem használta ki a lehetőséget. Parancsnoki beosztását szánalmas teljesítménye ellenére egészen a februári forradalomig megtarthatta.

## Fordítás
- Ez a szócikk részben vagy egészben  az   Alexei Evert című angol Wikipédia-szócikk ezen változatának fordításán alapul.  Az eredeti cikk szerkesztőit annak laptörténete sorolja fel. Ez a jelzés csupán a megfogalmazás eredetét és a szerzői jogokat jelzi, nem szolgál a cikkben szereplő információk forrásmegjelöléseként.

## Külső hivatkozások
- Rövid életrajz